# Ipoltica (dolina)
Ipoltica – dolina w środkowej części grupy Kráľovohoľské Tatry w Niżnych Tatrach na Słowacji. Jej dnem płynie potok Ipoltica. Potok uchodzi do doliny Wagu, a dokładniej do zbiornika retencyjnego Čierny Váh. Dolina biegnie w górę, w kierunku południowo-wschodnim, do miejsca o nazwie Ipoltica, záver doliny. Tutaj rozgałęzia się na dwie doliny; biegnącą dalej w tym samym kierunku dolinę Dikula, i odbiegającą na południowy wschód dolinę Ráztoky.
Dolina Ipoltica znajduje się w obrębie Parku Narodowego Niżne Tatry i jest bezludna. Jedynym zbudowaniem jest leśniczówka Hazička na dnie doliny. Zbocza doliny całkowicie porasta las, jedynie na dnie doliny przy potoku są niewielkie polany. Jest interesująca geologicznie; znajdują się tutaj graniczące z sobą warstwy z okresu karbonu i permu.
Dnem doliny prowadzi droga (zamknięta dla pojazdów samochodowych), a nią znakowany szlak turystyczny.

## Szlak turystyczny
Wychodna (Východná), przystanek kolejowy – Čierny Váh – Ipoltica, zaver doliny – leśniczówka Veľká Dikula – leśniczówka Banisko – Priehybka. Suma podejść 1348 m, czas przejścia 7.25 h